# Either Way
Either Way est un album de cool jazz des saxophonistes américains Zoot Sims et Al Cohn sorti en 1961.
« Cet album autrefois obscur (réédité sur CD par Evidence) réunit les ténors toujours complémentaires (et parfois identiques) de Zoot Sims et Al Cohn ». « La session se distingue par les trois excellentes chansons interprétées par le chanteur Cecil "Kid Haffey" Collier, oublié depuis longtemps. Si on se base sur sa version swing de Nagasaki et ses belles interprétations de Sweet Lorraine et I Like It like That, il ne méritait certainement pas cet oubli ».

## Historique

### Contexte
À l'automne 1960, Zoot Sims part en tournée avec le tout nouveau Concert Jazz Band de Gerry Mulligan. De retour aux États-Unis, il continue de jouer avec Al Cohn au Half Note et dans d'autres clubs, tout en enregistrant au début de 1961 leur album suivant, financé par le mystérieux philanthrope Fred Miles.
Très peu de choses sont documentées sur Miles, mais la session qu'il organise au studio du bassiste Peter Ind à New York en février 1961 est publiée l'année suivante sur son propre label Fred Miles Presents sous le titre Either Way, sous le simple numéro de catalogue FM1,,. En fait, le LP restera une rareté et ce n'est qu'à sa réédition sur un autre label dans les années 1970 qu'il atteindra finalement un public plus large.
Parmi les nombreux invités qui assistaient aux concerts de Cohn et Sims au Half Note se trouvait le légendaire Cecil "Kid Haffey" Collier, un chanteur de blues de la même veine que Jimmy Rushing, mais dont la carrière n'a pas atteint le même niveau de notoriété.
Collier avait participé au circuit de Vaudeville de la Theatre Owners Booking Association (TOBA) avec Bessie Smith dans les années 1920 et avait travaillé avec le groupe de Don Redman pendant l'ère du swing, sa carrière de chanteur étant parfois ponctuée par des passages en tant que maître de cérémonie dans divers clubs de New York, dont le mondialement célèbre Apollo. Au milieu des années 1950, il avait travaillé avec Count Basie à Philadelphie, mais malgré la haute estime que lui portaient les autres artistes, Haffey restait un peu un héros de l'underground, une situation que Miles pensait clairement qu'un enregistrement avec Cohn et Sims pourrait rectifier.

### Enregistrement, publication et réédition
L'album est enregistré en février 1961 au Peter Ind Studio à New York,.
Il sort en 1961 en disque vinyle long play (LP) sur le label Fred Miles Presents sous la référence FM-1,,.
La photographie est l'œuvre de Don Schlitten, cofondateur de l'éphémère label américain Signal en 1955 aux côtés de Harold Goldberg et Jules Colomby,,.
L'album est réédité en disque vinyle LP en 1976, 1989 et 1998 par les labels Overseas Records, Baybridge Records, Zim Records, Fred Miles et Classic Records.
Il est par ailleurs édité en CD par le label Evidence en 1992 et 1993, et en DVD-audio en 2001 par le label Classic Collection,,,.

## Accueil critique
En 1963, la revue Musical America écrit à propose dEither Way : « Ceci a été publié il y a quelque temps mais il ne faudrait pas passer à côté ».
Le site AllMusic attribue 4 étoiles à l'album Either Way. À côté des morceaux chantés par Cecil "Kid Haffey" Collier évoqués plus haut, le critique musical Scott Yanow d'AllMusic souligne que « les cinq instrumentaux, qui comprennent le riff P-Town, la seule ballade de la date (Autumn Leaves) et le blues chauffé Morning Fun, sont également excellents, ce qui en fait un ensemble qui mérite d'être repris ».
Pour Jazz Forum en 1978, « Sims et Cohn nous servent un album de bop revigorant, assaisonné de swing et de blues. Si Allison a quelques beaux solos, les saxophonistes sont certainement les plus intéressants ».
Pour Simon Spillett, auteur en 2015 de la notice du CD de compilation Al Cohn & Zoot Sims - Two Funky People - 1952-61 « Ironiquement, pour un album si injustement obscur, (...) Either Way contient certains des meilleurs morceaux de Cohn et Sims à ce jour, stimulés par une section rythmique de première classe avec Mose Allison, l'associé de Gerry Mulligan Bill Crow à la contrebasse et le vétéran de Basie Gus Johnson à la batterie ». Et Spillett de citer « Bill Holman, ami et collègue de Sims : « Les gens se sont demandé pourquoi Zoot ne progresse pas. J'ai compris - c'est simplement que les gars comme lui n'ont pas besoin de progresser : ils mûrissent, c'est tout. Avec son talent, de quoi d'autre avez-vous besoin ? » ».

## Liste des morceaux
| 1.    | P-Town             | Al Cohn                                        | 5:12 |
| 2.    | I Like It That Way | Max Collie                                     | 2:26 |
| 3.    | Sweet Lorraine     | Clifford R. Burwell / Mitchell Parish          | 3:21 |
| 4.    | Autumn Leaves      | Joseph Kosma / Johnny Mercer / Jacques Prévert | 4:43 |
| 5.    | The Thing          | Al Cooper                                      | 4:55 |
| 6.    | I'm Tellin' Ya     | Al Cohn                                        | 4:47 |
| 7.    | Nagasaki           | Mort Dixon / Harry Warren                      | 2:29 |
| 8.    | Morning Fun        | Al Cohn, Zoot Sims                             | 6:15 |
| 34:08 |                    |                                                |      |

## Musiciens
- Zoot Sims : saxophone ténor
- Al Cohn : saxophone ténor
- Cecil "Kid Haffey" Collier : chant
- Mose Allison ("Old Grand Happy"[3],[4],[14]) : piano
- Bill Crow : contrebasse
- Gus Johnson : batterie